# United Nations Observation Group in Lebanon
United Nations Observation Group in Lebanon (UNOGIL) war eine Mission der Vereinten Nationen im Libanon von Juni 1958 bis Dezember 1958.
Grundlage der Mission war die UN-Resolution 128. Der Resolution ging ein gewalttätiger Konflikt um eine Verfassungsänderung voran, in dessen Verlauf Syrien beschuldigt wurde, in diesen Konflikt einzugreifen. Aufgabe der UNOGIL Mission war es zu überwachen, dass kein Kampfmaterial über die libanesische Grenze geschmuggelt wurde. Die Mission konnte beendet werden, als sich der Konflikt entspannte.